# روبرت هولمز (كاتب)
روبرت هولمز (بالإنجليزية: Rupert Holmes)‏‏ (24 فبراير 1947 في نورثويتش ‏ - ) روائي، ومغن مؤلف، وكاتب سيناريو، وكاتب، وكاتب أغاني من الولايات المتحدة.

## الجوائز
- جائزة إدغار

## روابط خارجية
- روبرت هولمز على موقع IMDb (الإنجليزية)
- روبرت هولمز على موقع ألو سيني (الفرنسية)
- روبرت هولمز على موقع ميوزك برينز (الإنجليزية)
- روبرت هولمز على موقع أول موفي (الإنجليزية)
- روبرت هولمز على موقع قاعدة بيانات برودواي على الإنترنت (الإنجليزية)
- روبرت هولمز على موقع قاعدة بيانات الأفلام السويدية (السويدية)
- روبرت هولمز على موقع إن إن دي بي (الإنجليزية)
- روبرت هولمز على موقع أول ميوزيك (الإنجليزية)
- روبرت هولمز على موقع ديسكوغز (الإنجليزية)
- روبرت هولمز على موقع ديسكوغز (الإنجليزية)
- روبرت هولمز على موقع ديسكوغز (الإنجليزية)